# Baby by Me
«Baby by Me» — перший офіційний сингл 50 Cent з його четвертого студійного альбому Before I Self Destruct. 10 вересня 2009 о 22 годині на радіостанції Hot 97 у шоу Funkmaster Flex та на Thisis50.com відбулась прем'єра пісні. Через кілька годин її завантажили на MySpace-сторінку репера. Як семпл використано «I Get Money» у виконанні 50 Cent.

Існує дві версії пісні, початкова версія з участю Джована Дейса та ремікс з участю R&B-співака Ne-Yo. Обидві версії оприлюднили одночасно. Синглом став ремікс, він також потрапив на платівку замість оригіналу. 

«На початковій альбомній версії присутній співак, ім'я котрого ви навіть не знаєте», сказав 50 в інтерв'ю DJ Whoo Kid на Sirius XM Radio у вихідний. «Ne-Yo трохи оживив її, підготував до радіо. Йому вдалося. Я повинен ретельно все проаналізувати й вирішити яка з них увійде до альбому. Версія з Ne-Yo краще підходить для радіо».
 26 жовтня окремок став доступним для завантаження на Amazon та iTunes. Діґґі Сіммонс і Khalil використали інструментал для фрістайлу «Be My Baby».

## Відеокліп
Зйомки відбулись у середині жовтня. Келлі Роуленд зіграла роль коханої 50 Cent. Репер зустрівся із співзасновницею Destiny's Child на Los Premios MTV Latinoamérica 2009 у Лос-Анджелесі, де виконавець вручав нагороду у номінації «Артист року», а співачка виступала з Девідом Ґеттою. Реперу спало на думку залучити її до зйомок, які мали розпочатися через 2 дні.

За словами 50 Cent, він дуже хотів, щоб роль його дівчини грала знаменитість, а не невідома модель. 

«Я мусив знайти підхожу людину на роль коханої у кліпі… Я знайшов Келлі. Вона ідеально підходить. Акторська гра в проекті чудова. Я думаю, люди здивуються, коли побачать це».
Частину з Ne-Yo знімали у Нью-Йорці в суботу, а з 50 Cent і Роуленд — у Лос-Анджелесі. Прем'єра відбулася 2 листопада на MTV. Відео посіло 43-тю сходинку рейтингу Notarized: Top 100 Videos of 2009 від телеканалу BET.

## Список пісень
Цифровий сингл
| #  | Назва                         | Автор                                     | Продюсер     | Тривалість |
| -- | ----------------------------- | ----------------------------------------- | ------------ | ---------- |
| 1. | «Baby by Me» (з участю Ne-Yo) | Кертіс Джексон, Джамал Джонс, Шаффер Сміт | Polow da Don | 3:33       |

Американський CD-сингл
| #  | Назва                                         | Автор                                     | Продюсер     | Тривалість |
| -- | --------------------------------------------- | ----------------------------------------- | ------------ | ---------- |
| 1. | «Baby by Me» (album version) (з участю Ne-Yo) | Кертіс Джексон, Джамал Джонс, Шаффер Сміт | Polow da Don | 3:33       |
| 2. | «Baby by Me» (з участю Jovan Dais)            | Кертіс Джексон, Джамал Джонс, Джован Дейс | Polow da Don | 3:33       |

Британський CD-сингл
| #  | Назва                                              | Автор                           | Продюсер     | Тривалість |
| -- | -------------------------------------------------- | ------------------------------- | ------------ | ---------- |
| 1. | «Baby by Me» (clean version) (з участю Jovan Dais) | К. Джексон, Дж. Джонс, Дж. Дейс | Polow da Don | 3:33       |
| 2. | «Baby by Me» (explicit version) (з участю Ne-Yo)   | К. Джексон, Дж. Джонс, Ш. Сміт  | Polow da Don | 3:33       |

Британський цифровий сингл
| #  | Назва                               | Автор     | Продюсер     | Тривалість |
| -- | ----------------------------------- | --------- | ------------ | ---------- |
| 1. | «Baby by Me» (instrumental version) | Дж. Джонс | Polow da Don | 3:33       |
| 2. | «Baby by Me» (music video)          |           |              | 4:05       |

Британські ремікси, частина 1 (CD-сингл)
| #  | Назва                                  | Автор                 | Продюсер     | Тривалість |
| -- | -------------------------------------- | --------------------- | ------------ | ---------- |
| 1. | «Baby by Me» (Digital Dog club remix)  | К. Джексон, Дж. Джонс | Polow da Don | 5:59       |
| 2. | «Baby by Me» (Digital Dog radio remix) | К. Джексон, Дж. Джонс | Polow da Don | 2:32       |
| 3. | «Baby by Me» (Digital Dog dub remix)   | К. Джексон, Дж. Джонс | Polow da Don | 7:07       |

Британські ремікси, частина 2 (CD-сингл)
| #  | Назва                                                                   | Автор                          | Продюсер     | Тривалість |
| -- | ----------------------------------------------------------------------- | ------------------------------ | ------------ | ---------- |
| 1. | «Baby by Me» (Max Sanna & Steve Pitron extended remix) (з участю Ne-Yo) | К. Джексон, Дж. Джонс, Ш. Сміт | Polow da Don | 5:47       |
| 2. | «Baby by Me» (Max Sanna & Steve Pitron radio remix) (з участю Ne-Yo)    | К. Джексон, Дж. Джонс, Ш. Сміт | Polow da Don | 3:38       |
| 3. | «Baby by Me» (Digital Dog dub remix)                                    | К. Джексон, Дж. Джонс          | Polow da Don | 7:08       |
| 4. | «Baby by Me» (Digital Dog club remix)                                   | К. Джексон, Дж. Джонс          | Polow da Don | 5:59       |
| 5. | «Baby by Me» (Digital Dog radio remix)                                  | К. Джексон, Дж. Джонс          | Polow da Don | 2:33       |

## Чартові позиції
«Baby by Me» дебютував на 31-му місці Billboard Hot 100 у тиждень 14 листопада 2009. У другий тиждень окремок посів ту ж позицію, у 3-ій — 28-му, у 4-ий — 29-ту.
| Чарт (2009)                               | Найвища позиція |
| ----------------------------------------- | --------------- |
| Австралія (ARIA)                          | 24              |
| Австрія (Ö3 Austria Top 75)               | 56              |
| Бельгія (Ultratip Flanders)               | 4               |
| Бельгія (Ultratip Wallonia)               | 14              |
| Велика Британія (UK R&B Chart)            | 8               |
| Велика Британія (Official Charts Company) | 17              |
| Ірландія (IRMA)                           | 27              |
| Канада (Canadian Hot 100)                 | 53              |
| Німеччина (Media Control AG)              | 26              |
| США (Billboard Hot 100)                   | 28              |
| США (Hot R&B/Hip-Hop Songs) (Billboard)   | 7               |
| США (Rap Songs) (Billboard)               | 3               |
| Франція (SNEP Download Chart)             | 33              |
| Швейцарія (Media Control AG)              | 43              |